# حقيبة ظهر

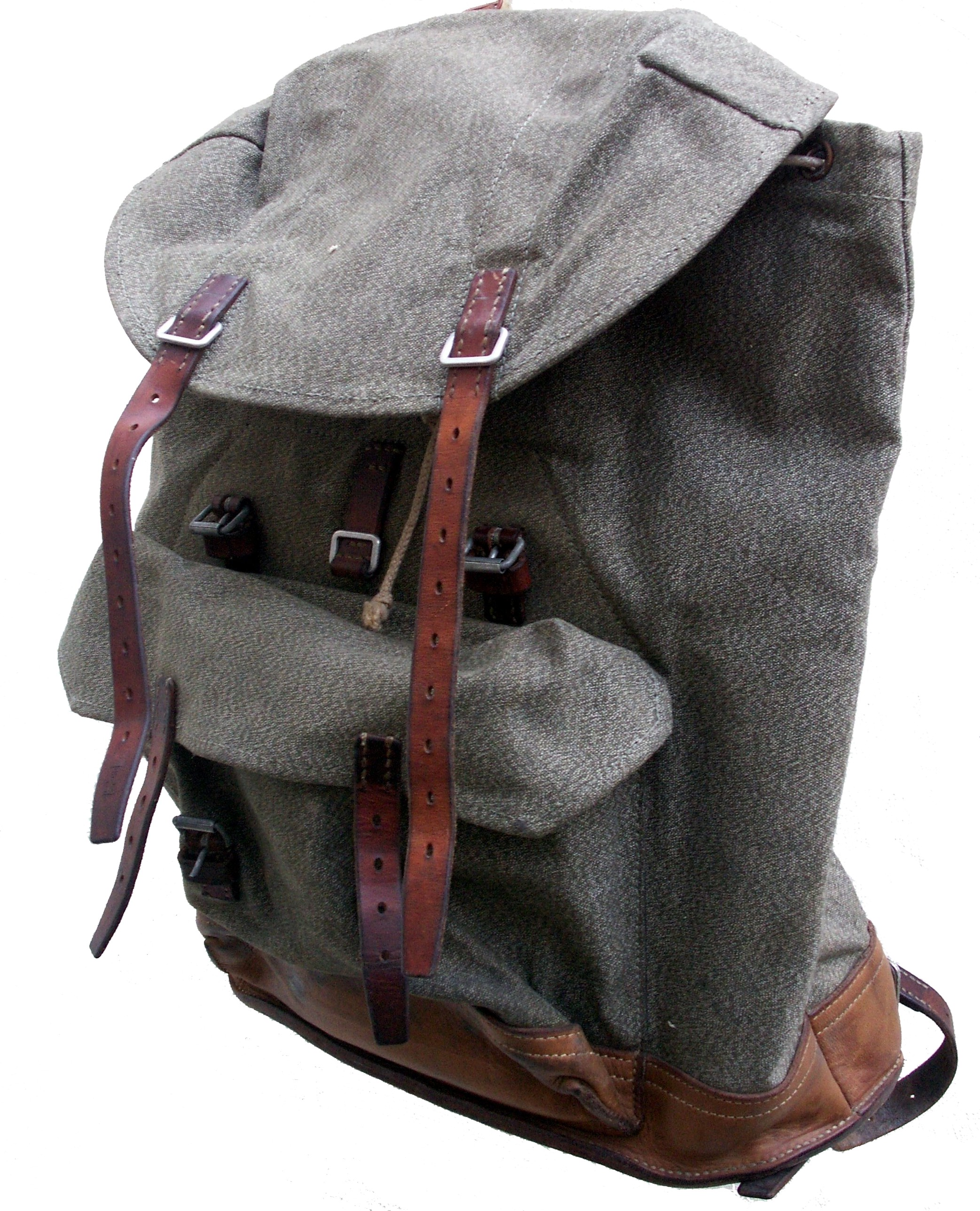
حقيبة ظهر كانت تستعمل من قبل مشاة الجيش السويسري عام 1960.

حقيبة الظهر أو المِزوَد هي كيس من القماش يحمل على ظهر الإنسان مع زوج من الأحزمة على الكتفين وفي بعض الأنواع خفيفة الوزن يوجد حزام واحد يوضع على الكتف الأيمن أو الأيسر، ووتستعمل حقيبة الظهر من قبل مشاة الجيش أو طلاب المدارس أو الكشافة أو الصيادين وغيرهم.

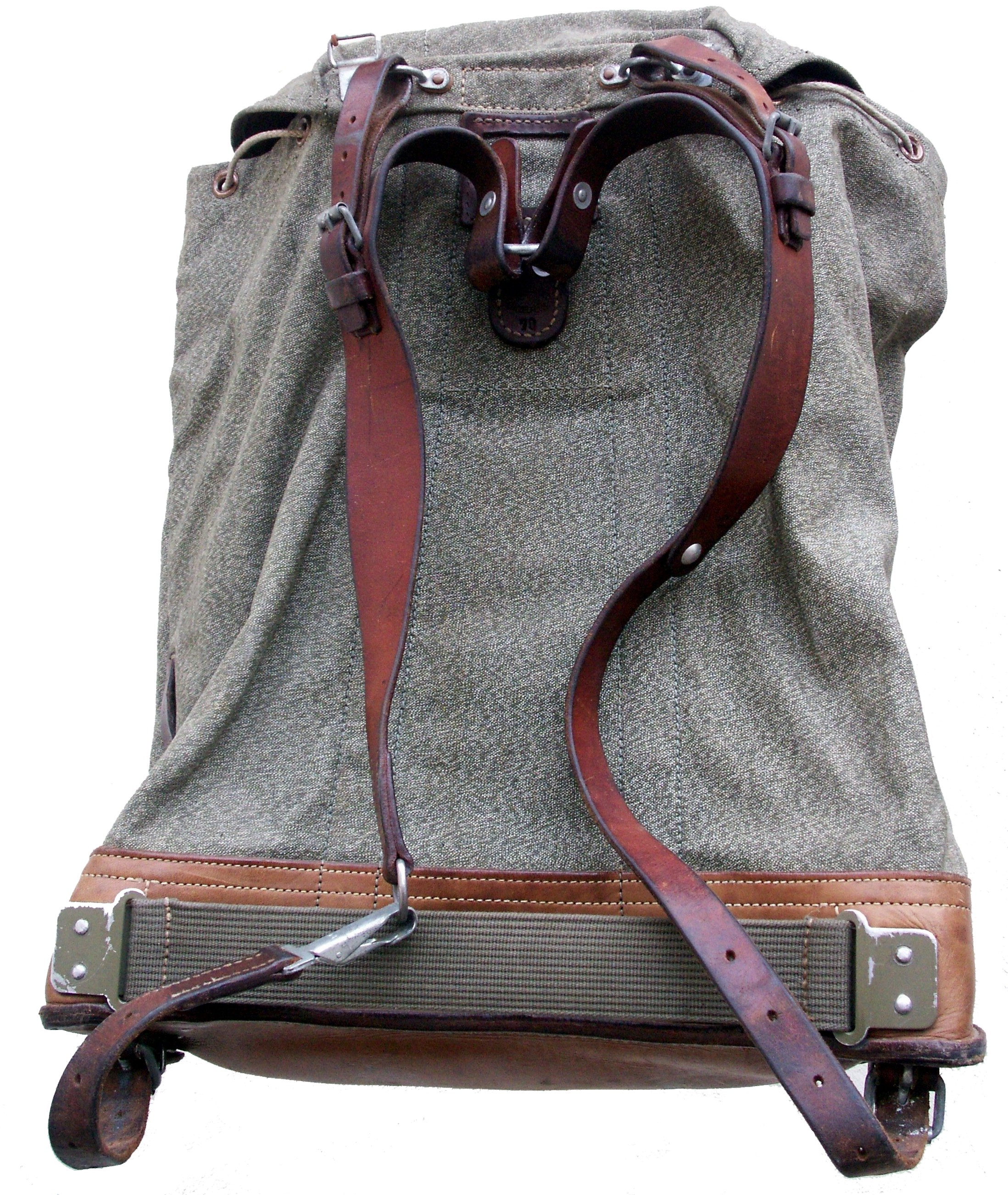
حقيبة الظهر من الخلف يظهر فيها زوج الأحزمة.